# Selim I
Selim I, detto il Risoluto (in turco ottomano: سلطان سليم اول Sultan Selīm-i Evvel; Amasya, 10 ottobre 1470 – Çorlu, 22 settembre 1520), fu sultano dell'Impero ottomano dal 1512 fino alla sua morte.
Gli fu attribuito il soprannome (laqab) Yavuz. In occidente si è affermata la traduzione di "Crudele" per questo laqab, mentre il vocabolo significa "il Risoluto". Nel 1512 costrinse il padre Bayezid II ad abdicare e sterminò i fratelli e gli altri possibili successori, ponendo così fine alla guerra civile ottomana creatasi nel suo paese.

## Ascesa al trono e politica interna
Subito dopo la sua ascesa al trono, Selim intendeva intraprendere una politica improntata all'espansione territoriale, ma per fare ciò aveva bisogno di rafforzare il proprio potere interno. A tale scopo, non potendo fidare sui potentati del regno divisi fra di loro, decise di affidarsi al corpo dei giannizzeri grazie ai quali era riuscito a conquistare il potere, rafforzandone i poteri e soprattutto le file, che si accrebbero ad un numero di circa 35000 soldati. Dopo essersi assicurato il potere interno con il sostegno dei giannizzeri, la preoccupazione successiva di Selim fu quella di eliminare definitivamente la minaccia rappresentata dai suoi fratelli, in quanto possibili pretendenti al trono.
Inizialmente la sua politica fu conciliante permettendo a suo fratello Korkut di fare ritorno a Manisa ed offrì all'altro fratello Ahmet il sangiaccato di Konya. Tuttavia suo fratello Ahmet, convinto di poter ottenere più potere, si autoproclamò sultano dell'Anatolia e inviò suo figlio a conquistare la città di Bursa, che sarebbe dovuta divenire la capitale del nuovo stato. Nell'estate del 1512 Selim giunse in Anatolia con un vasto esercito e costrinse i ribelli alla fuga in Cilicia. Deciso a stroncare definitivamente qualsiasi rivolta da parte dei suoi familiari Selim ordinò l'esecuzione dei suoi fratelli, dei nipoti e financo dei suoi stessi figli, tranne quello che aveva designato come suo successore, ovvero Solimano. Dopo aver sconfitto definitivamente l'ultimo suo familiare, il fratellastro Şehzade Ahmed a Yenişehir il 15 aprile 1513, e fatto giustiziare, Selim rimase sovrano indiscusso del suo regno.

## L'espansione territoriale
Prima di dare inizio alle sue campagne espansionistiche, Selim volle assicurarsi di non avere problemi dal mondo europeo, per questo motivo rinnovò le sue alleanze con le potenze europee, prime fra tutte Venezia e il regno d'Ungheria, dando loro nuove concessioni e privilegi commerciali. Fu così che Selim poté concentrarsi sulla potenza che considerava la maggiore minaccia per il suo regno, ovvero la dinastia persiana dei Safavidi. Dopo aver sconfitto i persiani Safavidi di Shāh Ismāʿīl nell'epocale battaglia di Čāldırān del 1514, Selim I si occupò dell'invasione del sultanato dei Mamelucchi burji d'Egitto conquistandone prima la Siria (1516), dopo la vittoria a Marj Dabiq il 24 agosto 1516 e poi l'Egitto (1517).
Anche le città sante di Mecca e Medina furono incorporate nell'Impero, avviando una compiuta conquista dell'intero Maghreb e Mashreq arabo. Nel 1517 Selim I costrinse lo sconfitto califfo al-Mutawakkil III, ultimo esponente della dinastia abbaside, a cedergli il titolo di califfo, che pertanto fu il primo sultano della dinastia ottomana ad assumere. La successiva guerra contro la Persia fu un altro trionfo per Selim, che in poco più di otto anni di regno portò l'estensione dell'Impero ottomano da 1,5 a 3,2 milioni di km².

## Le rivolte di Celali

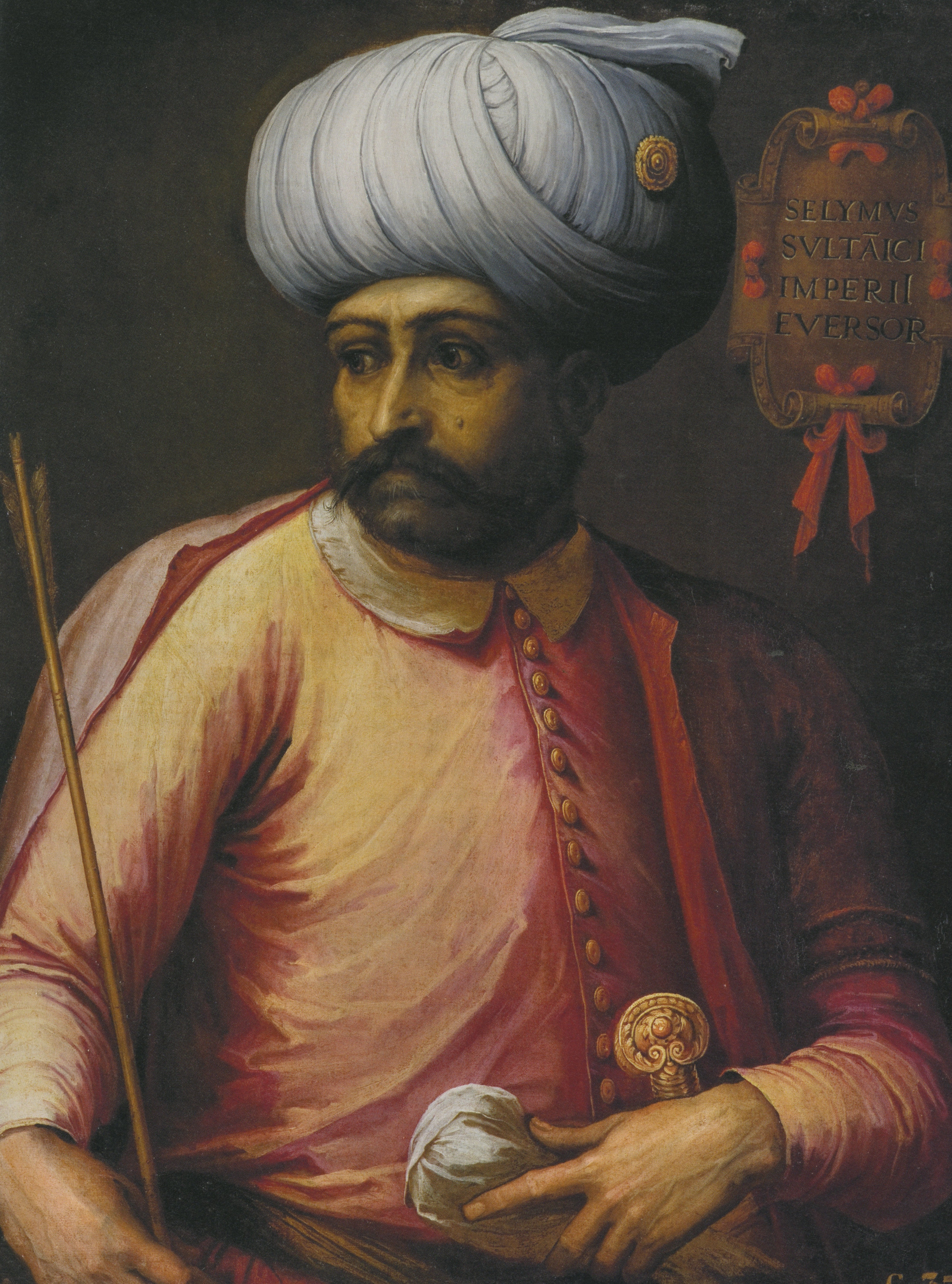
Selim I

Nell'ultima fase del suo regno, Selim I dovette affrontare la minaccia della rivolta delle popolazioni turcomanne nella parte orientale dell'Anatolia, il cui spirito ribelle non si era sedato nemmeno dopo la fine dei loro alleati safavidi. La motivazione principale di questa rivolta era finalizzata a contrastare l'insediamento del potere centrale del sultano in territori nei quali queste tribù erano abituate a vivere senza alcun controllo. A tale scopo essi presero come pretesto la difesa delle loro credenze religiose decisamente eterodosse contro lo sforzo di diffondere e rafforzare le istituzioni e le credenze dell'Islam ortodosso.
Non è quindi un caso che il primo focolaio di rivolta, scoppiato nel 1519 nei pressi della città di Tokat, venisse guidato ed ispirato da un predicatore safavide di nome Celal, sfuggito alle persecuzioni degli ottomani, il quale era riuscito a raccogliere intorno a sé una folta schiera di seguaci. Professandosi come un mahdi, ovvero un salvatore del suo popolo, Celal attrasse fra le sue file gran parte dei suoi concittadini scontenti delle pesanti tassazioni ottomane. Dopo aver assunto il nome di Scià Ismail, Celial raccolse un esercito mal equipaggiato che venne immediatamente attaccato e distrutto dai giannizzeri il 24 aprile 1519 in un autentico massacro. Nonostante la morte del suo ispiratore, il movimento di rivolta anti-ottomano continuò a persistere, per tutto il XVI ed il XVII secolo, in una lunga serie di episodi di rivolta noti appunto come rivolte di Celal.

## La morte
Il 18 luglio 1520 Selim lasciò Istanbul diretto a Edirne, alcune fonti sostengono per organizzare una nuova campagna, questa volta contro il regno d'Ungheria, o forse contro Cipro o Rodi, ma giunto nei pressi del piccolo villaggio di Sirt, si ammalò gravemente e morì il 22 settembre 1520 forse per le conseguenze di un cancro. Selim I fu anche autore di apprezzate poesie sia in persiano sia in turco.

## Famiglia

### Consorti
Sono note due consorti di Selim I:
- Hafsa Hatun, favorita di Selim, madre di Solimano il Magnifico e di almeno due figlie, Fatma e Hatice, e forse anche di Beyhan e Hafize. Prima Valide Sultan (sultana madre) dell'impero ottomano a partire dal 1521, con la salita al trono del figlio.
- Ayşe Hatun (1476 - 1539). Figlia di Meñli I Giray, Khan di Crimea. Divenne consorte di Selim dopo la morte del suo fratellastro, Şehzade Mehmed, nel 1511.

### Figli
Selim I aveva almeno sei figli:
- Solimano I il Magnifico (1494-1566) - con Hafsa Hatun. 10º Sultano dell'Impero ottomano dopo suo padre.
- Şehzade Salih (? - 1499)
- Şehzade Orhan (? - prima del 1520)
- Şehzade Musa (? - prima del 1520)
- Şehzade Korkut (? - prima del 1520)
- Üveys Pasha (1512-1547). Figlio illegittimo, governatore dello Yemen.

### Figlie
Selim aveva almeno nove figlie:
- Hatice Sultan (ante 1494 - post 1453) - con Hafsa Hatun. Sposata con il Kapudan Iskender Pascià nel 1509, un tempo si credeva fosse stata in seguito la moglie di Pargalı Ibrahim Pascià, ma le moderne ricerche hanno dimostrato che tale matrimonio non è mai avvenuto e che il suo secondo marito fu invece Çoban Mustafa Pasha, figlio di Iskender Pasha e vedovo della sua sorellastra Şahzade Sultan. Ebbe almeno cinque figli e tre figlie.
- Fatma Sultan (ante 1494 - 1566) - con Hafsa Hatun. Sposata tre volte, secondo alcuni ebbe due figlie dal secondo marito, secondo altri rimase senza figli.
- Hafize Hafsa Sultan (ante 1494 - 10 luglio 1538) - con Hafsa Hatun. Sposata due volte, ebbe almeno un figlio, Sultanzade Kara Osman Şah Paşah.
- Beyhan Sultan (ante 1494 - 1559) - probabilmente con Hafsa Hatun. Nota anche come Peykhan Sultan. Sposata almeno una volta, ebbe almeno una figlia.
- Gevherhan Sultan (Trebisonda, 1494 - ?). Sposata nel 1509 con suo cugino, Sultanzade Isfendiyaroglu Mehmed Bey (figlio di sua zia Fatma Sultan, figlia di Bayezid II) e governatore di Balıkesir, senza figli noti. Rimase vedova nel 1514 quando suo marito morì nella Battaglia di Chaldiran. Si specula che possa essere l'ignota figlia di Selim che, secondo tradizioni non provate, sposò Saadet I Giray, del Khanato di Crimea, ed ebbe con lui Sultanzade Ahmed Bey.
- Şah Sultan (1500 - 1572). Nota anche come Şahi, Şahihuban o Devlet Şah Sultan. Sposata una volta, ebbe una figlia e tre figli.
- Şahzade Sultan (? - ante 1517), chiamata anche Sultanzade Sultan. Sposata almeno una volta, con Çoban Mustafa Paşa, ebbe almeno una figlia, Ayşe Hanımsultan, che morì dopo il 1556. Dopo la sua morte, suo marito si risposò con la sua sorellastra Hatice Sultan.
- Kamerşah Sultan (? - Trebisonda, 27 settembre 1503, sepolta nel mausoleo di Gülbahar Hatun a Trebisonda). Chiamata anche Kamer Sultan.
- Yenişah Sultan (? - ?). Sposò Güzelce Mahmud Pasha.
- Hanim Sultan (? - ?). È controverso se sia davvero esistita o se Hanim fosse in realtà il secondo nome di Hatice Sultan o Şahzade Sultan.